# جون د. باري
جون د. باري (بالإنجليزية: John D. Barry)‏ هو عسكري أمريكي، ولد في 21 يونيو 1839 في ويلمينغتون في الولايات المتحدة، وتوفي بنفس المكان في 24 مارس 1867.